# Седовин
Седовин (порт. Cedovim) — населённый пункт и район в Португалии, входит в округ Гуарда. Является составной частью муниципалитета Вила-Нова-де-Фош-Коа. По старому административному делению входил в провинцию Траз-уж-Монтиш и Алту-Дору. Входит в экономико-статистический субрегион Доуру, который входит в Северный регион. Население составляет 434 человека на 2001 год. Занимает площадь 30,76 км².
Покровителем района считается Иоанн Креститель (порт. São João Baptista).